# Evelyn Annuß
Evelyn Annuß (* in Gunzenhausen) ist Theater- und Literaturwissenschaftlerin und seit 2019 Professorin für Gender Studies an der Universität für Musik und darstellende Kunst Wien (mdw).

## Leben
Evelyn Annuß studierte Germanistik, Theaterwissenschaft, Soziologie und Women’s Studies in Erlangen, New York City und Berlin. In den 1990er Jahren war sie im Team der Historikerin Karin Hausen am Aufbau des geisteswissenschaftlichen Zentrums für Interdisziplinäre Frauen- und Geschlechterforschung der Technischen Universität Berlin beteiligt. 2005 promovierte sie an der Universität Erfurt zu Gesicht und Zitat in Auseinandersetzung mit den Theatertexten Elfriede Jelineks. 2016 habilitierte sie in Bochum zu propagandistischen NS-Massenspektakeln, u. a. den sogenannten Thingspielen. Annuß lehrte und forschte an der LMU München, der FU Berlin, an der Rutgers University, dem Berliner International Research Center Interweaving Performance Cultures, der University of Cape Town und der Tulane University in New Orleans.
2019 initiierte Annuß die Petition Zukunft der Volksbühne neu verhandeln, nachdem der Berliner Senat Chris Dercon zum Intendanten der Berliner Volksbühne ernannt und damit heftige kulturpolitische Auseinandersetzungen ausgelöst hatte. Die ca. 40.000 Unterschriften trugen mit dazu bei, dass Dercon abgelöst wurde und René Pollesch 2021 die Intendanz der Volksbühne am Rosa-Luxemburg-Platz übernahm. Seit 2019 lehrt Annuß als Professorin für Gender Studies an der Universität für Musik und darstellende Kunst Wien und baut einen Schwerpunkt im Bereich Kulturtheorien und performative Künste auf. Dort hat sie zusammen mit Kollegen eine Veranstaltungsreihe zur Kritik des Rechtspopulismus initiiert.

## Forschungsschwerpunkte
Evelyn Annuß forscht zum Verhältnis von Ästhetik und Politik sowie nach Perspektiven einer kulturwissenschaftlich orientierten Geschlechterforschung.

## Publikationen (Auswahl)

### Monografien
- Volksschule des Theaters. Nationalsozialistische Massenspiele. Paderborn 2019: Wilhelm Fink Verlag (570 S.). ISBN 978-3-7705-6373-9.
- Elfriede Jelinek – Theater des Nachlebens. München 2005: Wilhelm Fink Verlag (2. Aufl. 2007, 293 S.). ISBN 978-3-7705-4207-9.

### Herausgeberschaften
- Max Reinhardt. Regiebuch zu Hugo von Hofmannsthals „Jedermann“. Edition & Kommentare (Bd. 2 der Festausgabe für 100 Jahre Salzburger Festspiele, mit Harald Gschwandtner, Edda Fuhrich, Norbert Christian Wolf für den Salzburger Festspielfonds), Wien 2020: Hollitzer. ISBN 978-3-99012-869-5.
- kollektiv auftreten. Forum Modernes Theater 2/2013 (Themenheft, erschienen 2017, 118 S.).
- Volksfiguren. Maske & Kothurn 2/2014 (Themenheft, erschienen 4/2016, 127 S.).
- Nationalsozialismus und Geschlecht: Räume – Selbstzeugnisse – Erinnerungspolitiken (Themenheft, mit Gabriele Jähnert u. Sabine Kalff). Feministische Studien 2/2015, 195 S.
- Stagings Made in Namibia. Postkoloniale Fotografie. Berlin 2009: b_books (Katalog, dt./engl., 300 S.). ISBN 978-3-933557-94-0.